# Dampfbierbrauerei Essen-Borbeck
 (avril 2021).
Si vous disposez d'ouvrages ou d'articles de référence ou si vous connaissez des sites web de qualité traitant du thème abordé ici, merci de compléter l'article en donnant les références utiles à sa vérifiabilité et en les liant à la section « Notes et références ».
La Dampfbierbrauerei Essen-Borbeck est une brasserie à Essen, dans le Land de Rhénanie-du-Nord-Westphalie.

## Histoire
Fondée fin 1895 sous le nom de Schlossbrauerei Marx & Co., la première machine à vapeur est installée peu après la construction de la brasserie, de la cave de stockage et de la tour de malt à Borbeck-Mitte. En 1903, la brasserie est rebaptisée Borbecker Brauereigesellschaft mit beschränkter Haftung, Borbeck (Rheinland). Deux ans plus tard, une nouvelle brasserie et de nouveaux bâtiments de cave sont construits et une machine à vapeur plus puissante est achetée. En 1908, le Dampf-Bierbrauerei produit sous le nom de Rheinisch-Westfälische Brauerei-Aktiengesellschaft Essen, avant la fusion de l'Essener Bürger-Bräu Aktiengesellschaft avec la Kronen-Brauerei AG Essen-Borbeck en 1928.
De nombreuses années plus tard, à partir de 1982, une rénovation minutieuse de l'installation commence selon d'anciens plans. Les anciennes brasseries sont réparées et le restaurant moderne est intégrée dans les anciennes caves de stockage. Le Biergarten avec le Bierpalast ouvre en 1984.
Depuis lors, l'installation est agrandie pour inclure la bistrot-brasserie de la Stern-Brauerei Essen, et la salle des fêtes, le Biergarten, l'embouteillage en barrique sont modernisés. En 2009, la Dampfbierbrauerei Essen-Borbeck célèbre son 25e anniversaire.

## Production
La brasserie propose sa dampfbier légère avec une teneur en alcool de 4,8%, la Borbecker Zwickelbier naturellement trouble avec 5,0% et la Salonbier brune avec 5,1%. Selon la saison, il y a la Borbecker Fastenbier au malt noir après le carnaval, la Borbeck Maibock un peu plus tard dans l'année, la Borbecker Erntedankbier se fait en automne et enfin la Winterbock sombre à 7% d'alcool.